# ورزشگاه بیسبال شهرداری تایپه
ورزشگاه بیسبال شهرداری تایپه یک ورزشگاه بیسبال در تایپه، تایوان بود که در سال ۱۹۵۹ تاسیس و در ۱ دسامبر ۲۰۰۰ تخریب شد.